# Polycarpa arnoldi
Polycarpa arnoldi är en sjöpungsart som först beskrevs av Wilhelm Michaelsen 1914.  Polycarpa arnoldi ingår i släktet Polycarpa och familjen Styelidae. Inga underarter finns listade i Catalogue of Life.